# Mitchell Krueger

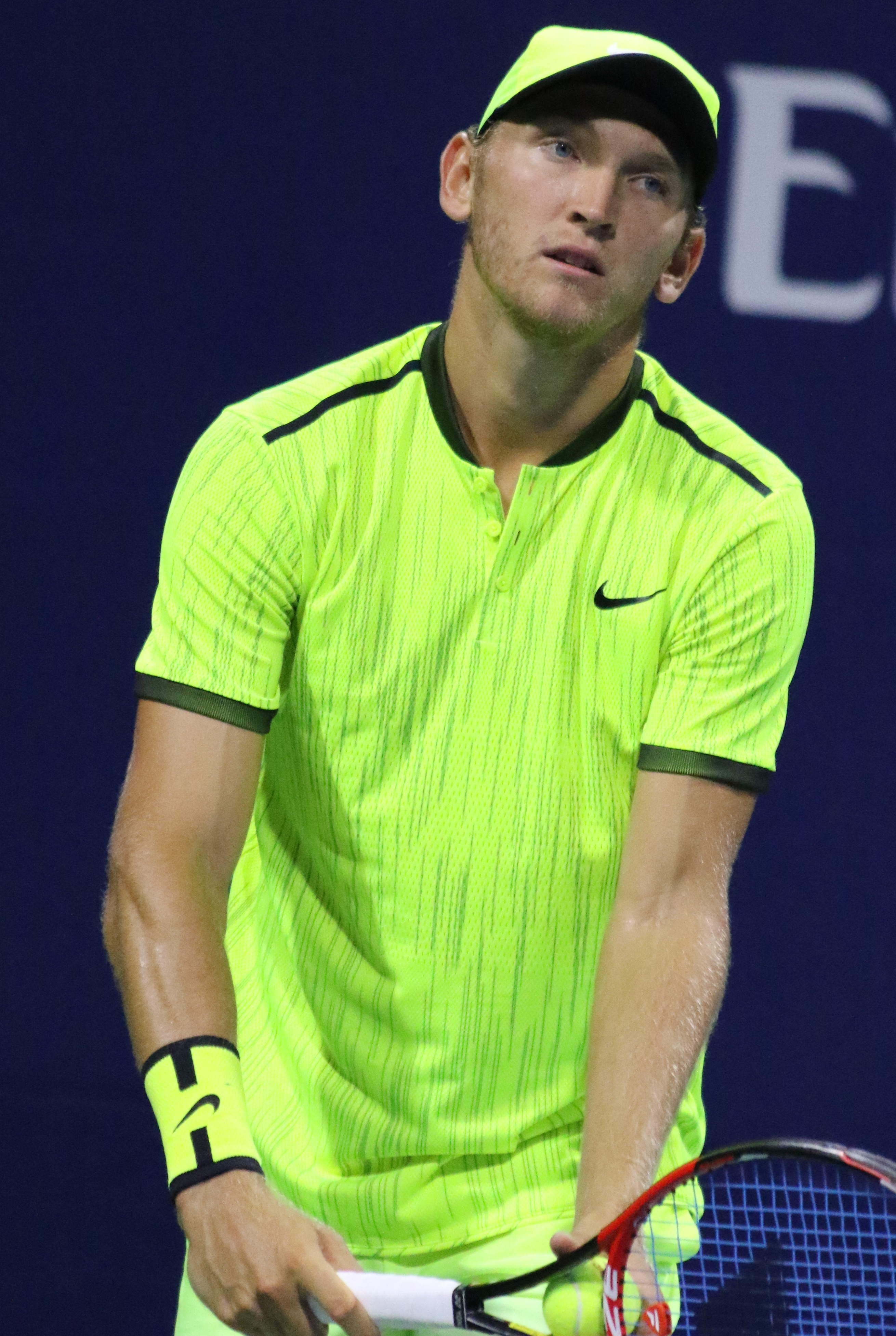
Imagem do tenista estadunidense Mitchell Krueger.

Mitchell Krueger (Orlando, 12 de janeiro de 1994) é um tenista profissional estadunidense.
Uma curiosidade sobre Krueger é que uma partida dele contra Frances Tiafoe, válida pela primeira rodada do ATP Challenger de Sarasota de 2017, foi interrompida por conta dos gemidos de um casal fazendo sexo em algum local próximo a quadra onde a partida estava sendo disputada. Os dois jogadores ficaram claramente espantados com os gemidos, e caíram na gargalhada.